# Kadene Vassell
Peté Gaye (Kadene) Vassell (Morant Bay, Jamaica, 29 januari 1989) is een in Jamaica geboren Nederlandse atlete, die in Amsterdam woont. Haar specialiteit ligt op de 100 en 200 m sprint. Zij nam eenmaal deel aan de Olympische Spelen en bereikte bij die gelegenheid de finale op de 4 x 100 m estafette.

## Biografie

### Talent
Vassell werd begin 2006 lid van atletiekvereniging Phanos en bleek al snel een talent te zijn. Op de Nederlandse jeugdkampioenschappen in datzelfde jaar liep zij in de halve finale van de 200 m al een tijd van 26,16 s.

### Dubbelslag NK junioren 2007
Het volgende jaar veroverde Kadene Vassell op de NK voor junioren 2007 in Utrecht de titels op de 100 m en de 200 m. Op de kortste sprintafstand liep zij in de series 12,32 (1,7 m/s), in de finale 12,22 (0,9 m/s). Op de 200 m realiseerde zij in de series 25,21 (0,0 m/s), in de finale 24,92 (-0,2 m/s). Bij de NK voor senioren beperkte zij zich tot de 200 m, waarop zij als vijfde finishte in 24,55 (0,6 m/s).

### Prolongatie jeugdtitels in 2008
In 2008 bleek Vassell opnieuw de beste sprintster bij de A-meisjes. Op 30 mei 2008 in Groningen veroverde zij in de finale van de 100 m goud in een tijd van 12,09 (-0,3 m/s). Vervolgens slaagde zij er ook op de 200 m in om haar titel te prolongeren. Zij won de finale met een tijd van 24,66 (-0,4 m/s). In de halve finale 200 m liep zij overigens iets sneller, namelijk 24,60 (0,1 m/s).

### Leiria
In het weekend van 21 juni 2008 in het Portugese Leiria nam zij deel aan de Europacupwedstrijd voor landenteams. Aangezien het de bedoeling was dat er op het WJK ook een estafetteteam van start zou gaan, werd de Europacupwedstrijd in Leiria door de Atletiekunie aangegrepen om er ook nog eens een 4 x 100 meterrace met een team, bestaande uit alleen junioratletes, te laten plaatsvinden. Het resultaat van deze estafette was dat Kadene Vassell, Loreanne Kuhurima, Janice Babel en Jamile Samuel met een tijd van 44,90 het bijna 19 jaar oude Nederlandse jeugdrecord verbeterden, dat sinds 13 augustus 1989 op 45,39 stond.
Op de WK voor junioren, die van 8 tot en met 13 juli 2008 in Bydgoszcz werden gehouden, kwam de Nederlandse meisjesploeg op de 4 x 100 m estafette, in dezelfde samenstelling als eerder in Leiria, niet opnieuw in de buurt van het daar gelopen jeugdrecord. In plaats van de nu gerealiseerde 45,21 had het viertal ten minste echter 44,45 moeten lopen om een finaleplaats te bemachtigen en dat zat er niet in.

### 2009: Eerste seniorentitel
Tijdens de Gouden Spike wedstrijd op 14 juni 2009 in Leiden, na een periode van blessureleed (voet), liep Kadene Vassell net als tijdens de editie een jaar ervoor snelle tijden.Op de 100 m liep zij 11,98 (0,2 m/s), op de 200 m een tijd van 24,13 (1,0 m/s).
Op 18 juli 2009 deed Vassell mee aan de Europese kampioenschappen voor neo-senioren in Kaunas (Litouwen). In de halve finale van 200 m liep zij een persoonlijk record met een tijd van 23,95 (1,1 m/s). Samen met Esther Akihary, Nikki van Leeuwen en Tamara Klomp liep Kadene ook de 4 x 100 m estafette in een beste jaartijd van 45,61, waarmee het kwartet werd uitgeschakeld in de halve finale.
Een maand later veroverde Vassell tijdens de Nederlandse kampioenschappen zilver in de finale van de 100 m met een tijd van 11,89 (2,1 m/s). Op de 200 m liep zij in de series 24,08 (-0,3 m/s), waarna zij in de finale voor het eerst bij de vrouwen Nederlands kampioene werd in een tijd van 24,11 (-0,5 m/s).

### Nieuwe titels
Tijdens het indoorseizoen 2010 veroverde Kadene de nationale indoortitel op de 200 m. Enkele weken later kwam zij op deze afstand in Gent tot een tijd van 24,01, waarmee zij zich op de indoorranglijst aller tijden opwerkte naar een achtste plaats.
In het zomerseizoen sloeg Vassell op de Nederlandse kampioenschappen bijna een dubbelslag. Het is dat Femke van der Meij haar de voet dwarszette en haar op de 100 m in 11,85 voor bleef (Kadene werd tweede in 11,93), anders had zij beide sprinttitels veroverd. Op de 200 m werd zij namelijk in 24,37 wél afgetekend kampioene. Vervolgens reisde zij als reserve voor de vrouwenploeg op de 4 x 100 m estafette mee naar de Europese kampioenschappen in Barcelona. Daar hoefde zij echter niet in actie te komen, te meer omdat het Nederlandse viertal reeds in de series werd uitgeschakeld.

### Nieuwe perspectieven
In 2011 kreeg Kadene Vassell niet de gelegenheid om tijdens het indoorseizoen haar een jaar eerder veroverde titel op de 200 m te verdedigen. Het nummer stond ditmaal namelijk niet op het programma van de NK indoor. Ze liet het indoorseizoen dan ook maar aan zich voorbijgaan wegens een rug blessure en concentreerde zich op het buitenseizoen. Dat wierp zijn vruchten af, want ze bleek al vroeg in vorm. Tijdens de Gouden Spike in juni liep zij in 11,71 een dik PR op de 100 m (oud 11,93) en op de 200 m kwam ze er met 24,10 dicht in de buurt. Het bood perspectief voor de belangrijke wedstrijden die zouden volgen.
De eerste deed zich reeds een week na Leiden voor en niet zonder succes: bij de Europese kampioenschappen voor landenteams in Izmir op 18 juni 2011 liep Vassell samen met Dafne Schippers, Anouk Hagen en Jamile Samuel op de 4 x 100 m estafette naar een tijd van 43,90, slechts 0,04 seconden verwijderd van de limiet voor de wereldkampioenschappen in Daegu, later dat seizoen. Hoe belangrijk deze prestatie was, zou naderhand blijken.
Vervolgens nam Vassell deel aan de Europese kampioenschappen voor atleten onder 23 jaar in Ostrava en ook daar leverde zij opvallende prestaties. Op de 100 m bleef ze nog in de halve finale steken, maar daarna snelde zij in het spoor van landgenote Marit Dopheide (derde in 23,32) naar een vierde plaats in 23,61, een PR, en finishte zij vlak voor Anouk Hagen (vijfde in 23,62), een voor Nederland nooit eerder vertoonde finale-trilogie. Op de 4 x 100 m kwam er daarna nog eens een zesde plaats bij, want die estafette werd door Kadene Vassell samen met Anouk Hagen, Nikki van Leeuwen en Judith Bosker in 44,94 afgewerkt.
Op de Nederlandse kampioenschappen beperkte zij zich tot de 100 m en de 200 m serie. Op het eerste nummer viel ze met een vierde plaats net buiten de medailles, nadat zij haar serie had gewonnen in 11,63. Dit zou een PR zijn geweest, als niet de wind (+3.4 m/s) te enthousiast had meegeblazen. Op de 200 m won zij haar serie ook in 23,96, maar liet daarna de finale schieten. Geen nationale titels dus in 2011.

### Oeroud Nederlands record geëvenaard
Na afloop van de NK besloot de Atletiekunie om de Nederlandse vrouwenploeg op de 4 x 100 m estafette toch aan de WK te laten deelnemen. Weliswaar waren Schippers, Hagen, Vassell en Samuel in Izmir met hun 43,90 0,04 sec. boven de eigen limiet gebleven, maar de IAAF stelde 43,90 als eis en aan die voorwaarde had het jeugdige viertal voldaan. De Atletiekunie gaf ze het voordeel van de twijfel, vond het belangrijk dat het beloftevolle viertal ervaring opdeed. Die beslissing pakte goed uit. In Daegu liepen Kadene Vassell, Anouk Hagen, Dafne Schippers en Jamile Samuel in hun serie op de 4 x 100 m estafette naar een derde plaats. En hoewel zij voor de finale als negende tijdsnelsten net buiten de boot vielen, slaagden zij erin om het Nederlandse record van 43,44, op naam van het olympische viertal Wilma van den Berg, Mieke Sterk, Truus Hennipman en Corrie Bakker, dat sinds 1968 (!) onaangetast in de boeken stond, te evenaren. Bovendien veroverde het viertal met deze prestatie een olympische nominatie voor de Spelen in Londen.
Zo kreeg het atletiekjaar 2011, ondanks het ontbreken van nationale titels, voor Kadene Vassell een waardig einde.

### EK en OS 2012

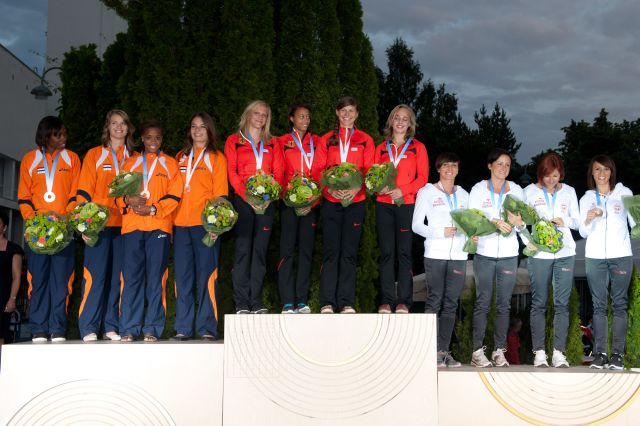
Met Dafne Schippers, Jamile Samuel en Eva Lubbers op het podium in Helsinki, EK 2012.

In 2012 werd waargemaakt wat zich het jaar ervoor al had aangekondigd: op de 4 x 100 m estafette kwam Kadene Vassell tot haar meest aansprekende prestaties. Allereerst bracht zij op 2 juni bij wedstrijden in Genève samen met Janice Babel, Eva Lubbers en Jamile Samuel eerder genoemd Nederlandse record van 43,44 met ruim een halve seconde omlaag tot 42,90. Vervolgens wist zij met Dafne Schippers, Eva Lubbers en Jamile Samuel zilver te veroveren op de Europese kampioenschappen in Helsinki. Het viertal deed dit in 42,80 en opnieuw was dat een verbetering van het Nederlandse record. Ten slotte kwam hetzelfde viertal enkele weken later, op 9 augustus 2012, tijdens de series 4 x 100 m estafette op de Olympische Spelen in Londen tot 42,45. Dat was in ruim twee maanden tijd dus de derde verbetering van het Nederlandse record op rij. De Nederlandse vrouwen kwalificeerden zich hiermee bovendien voor de finale; voor het eerst sinds 1968 slaagde een Nederlandse vrouwenploeg hierin. In deze finale kwam het Nederlandse viertal tot een zesde plaats in 42,70, de op-één-na snelste tijd ooit gelopen.
Kadene Vassell studeert biochemie.

## Nederlandse kampioenschappen
Outdoor
| Onderdeel | Jaar       |
| --------- | ---------- |
| 200 m     | 2009, 2010 |

Indoor
| Onderdeel | Jaar |
| --------- | ---- |
| 200 m     | 2010 |

## Persoonlijke records
Outdoor
| Onderdeel | Prestatie   | Wind m/s | Datum           | Plaats   |
| --------- | ----------- | -------- | --------------- | -------- |
| 100 m     | 11,42 s     | +1.5     | 4 juli 2013     | Lausanne |
| 150 m     | 17,79 s     | -1.8     | 5 mei 2012      | Lisse    |
| 200 m     | 23,49 s     | -0.6     | 2 juni 2012     | Genève   |
| 300 m     | 40,90 s     |          | 13 mei 2017     | Lisse    |
| 400 m     | 57,7 s (HT) |          | 31 januari 2015 | Kingston |

Indoor
| Onderdeel | Prestatie | Datum           | Plaats    |
| --------- | --------- | --------------- | --------- |
| 60 m      | 7,41 s    | 3 februari 2018 | Amsterdam |
| 200 m     | 23,78 s   | 27 januari 2013 | Gent      |

## Palmares

### 60 m
- 2012: 7e NK indoor - 7,64 s
- 2013: 4e NK indoor - 7,48 s
- 2014: 4e NK indoor - 7,59 s
- 2018:  EAP Indoor - 7,41 s

### 100 m
- 2009:  NK - 11,89 s
- 2010:  NK - 11,93 s
- 2011:  Gouden Spike - 11,71 s
- 2011: 7e in ½ fin. EK U23 te Ostrava - 11,89 s (in serie 11,72 s)
- 2011: 4e NK - 11,97 s (in serie 11,63 s)
- 2012:  Flynth Recordwedstrijden te Hoorn - 11,84 s
- 2012: 6e Gouden Spike - 11,83 s
- 2013:  in 3e serie Athletissima – 11,42 s
- 2013: DNF NK (1e in serie - 11,63 s; +2.5 m/s)
- 2014: 7e NK - 11,93 s

### 150 m
- 2012:  Ter Specke Bokaal te Lisse - 17,79 s

### 200 m
- 2007: 5e NK - 24,55 s
- 2009: 5e in ½ fin. EK U23 te Kaunas - 23,95 s
- 2009:  NK - 24,11 s
- 2010:  NK indoor - 24,26 s
- 2010:  NK - 24,37 s
- 2011:  Gouden Spike - 24,10 s
- 2011: 4e EK U23 te Ostrava - 23,61 s
- 2011: DNS NK ( in serie 23,96 s)
- 2012:  NK indoor - 24,01 s
- 2013:  NK indoor - 23,84 s
- 2019:  NK indoor - 23,94 s
- 2020:  NK indoor – 23,91 s

### 4 x 100 m
- 2008: 6e in serie WJK te Bydgoszcz - 45,21 s
- 2009: 5e in serie EK U23 te Kaunas - 45,61 s
- 2011: 5e EK U23 te Ostrava - 44,61 s
- 2011: 3e in serie WK - 43,44 s (ev. NR)
- 2012:  EK - 42,80 s (NR)
- 2012: 6e OS - 42,70 s (in serie 42,45 s = NR)
- 2013: DNF EK voor landenteams First League in Dublin
- 2013: 4e in serie WK - 43,26 s